# هاوکر سیدلی اچ‌اس ۷۴۸
هاوکر سیدلی اچ‌اس ۷۴۸ (به انگلیسی: Hawker Siddeley HS 748) یک هواپیمای ساختِ کارخانهٔ آورو در کشور بریتانیا است که در سال ۱۹۶۱–۱۹۸۸ ساخته شد. نخستین استفاده‌کنندهٔ این هواپیما نیروی هوایی هند بوده‌است. این هواپیما در ۲۴ ژوئن ۱۹۶۰ میلادی نخستین پرواز خود را انجام داد.